# Fil Santé Jeunes
 (juin 2019).
Pour les articles homonymes, voir FSJ.
Le Fil Santé Jeunes (FSJ) est  un dispositif de prévention répondant à distance aux questions de santé physique, mentale et sociale que se posent les jeunes de 12 à 25 ans. L'activité d'écoute, d'information et d'accompagnement est réalisée au téléphone, à l'aide d'un numéro vert, et sur Internet.
Il s'agit d'un dispositif de téléphonie sociale en santé, labellisé par l'INPES, utilisant des outils et des supports pour informer et prévenir les jeunes sur les questions et problématiques en lien avec l'adolescence (ex. dossier contraception, forum sur le mal-être, quiz sur le consentement...).
Le Fil santé Jeunes recueille également des données afin d'assurer sa mission d'observatoire des difficultés rencontrées par les jeunes .

## Historique
La ligne téléphonique est créée le 1er février 1995 à l’initiative du ministère du Travail et des Affaires sociales pour répondre à la demande formulée par les 15-25 ans lors de la Consultation nationale des jeunes de 1994, mise en place à la suite des manifestations contre le Contrat d'insertion professionnelle.
La ligne téléphonique est complétée par un site Internet en 2001.
Depuis 2002, le Fil santé jeunes est un dispositif de l’école des parents et éducateurs d’Île-de-France et est financé par l'Institut national de prévention et d'éducation pour la santé (INPES) et par la Direction générale de la cohésion sociale. C’est en 2003 que l'INPES devient un acteur majeur de gestion des dispositifs de prévention et d’aide à distance en santé (PADS) dont le Fil santé jeunes fait partie.
Depuis septembre 2007, les professionnels du Fil santé jeunes animent deux fois par semaine un chat collectif dans l’info-bus de la communauté virtuelle Habbo. Ces chats d’avatars portent sur les interrogations et préoccupations d’une dizaine de jeunes,.
En février 2008, le plan « Santé des jeunes » lancé par Roselyne Bachelot, alors ministre de la Santé, de la Jeunesse et des Sports, met en place un numéro à quatre chiffres en appel gratuit pour contacter le Fil santé jeunes, disponible de 8 heures à minuit, sept jours sur sept. Il est également accessible depuis les téléphones portables mais le numéro est alors payant.
Le site Internet est modifié en 2009 pour faciliter l’accès à la documentation et devenir plus interactif .
En janvier 2010, il se dote d’un compte Twitter.
En novembre 2014, l’INPES, soucieux d’améliorer l’accessibilité des dispositifs de Prévention et d’aide à distance en santé (PADS), met en place le label « Aide en santé » pour renforcer la qualité des services rendus par les PADS. Il obtient ce label en décembre 2014.
En 2014, les financements versés par l’INPES sont en baisse et entraînent une réduction du temps d’écoute qui réduit son amplitude horaire. À partir de 2014, il propose un chat individuel depuis son site Internet permettant aux jeunes d’échanger en direct par écrit et en privé.
Depuis le 1er octobre 2015, le numéro de Fil santé jeunes devient le « 0800 235 236 »; ce numéro est également accessible depuis les téléphones portables et il est gratuit.
En novembre 2016, le Plan d’action en faveur du bien-être et de la santé des jeunes (2016-2020) pose comme priorité « l’accès en ligne à des informations de santé fiables et à des ressources géolocalisées ». Ce plan lancé par le gouvernement de François Hollande prévoit que les jeunes puissent accéder à des informations fiables et géolocalisées dans le domaine de la santé via des sites comme le Fil santé jeunes.

## Identité visuelle

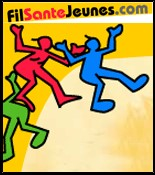
Logotype 2001-2009
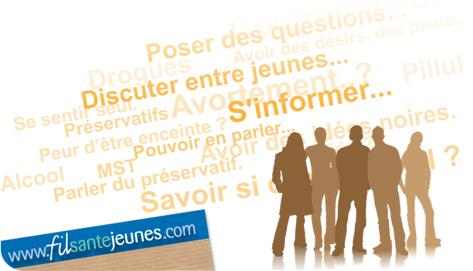
Logotype 2009-2013
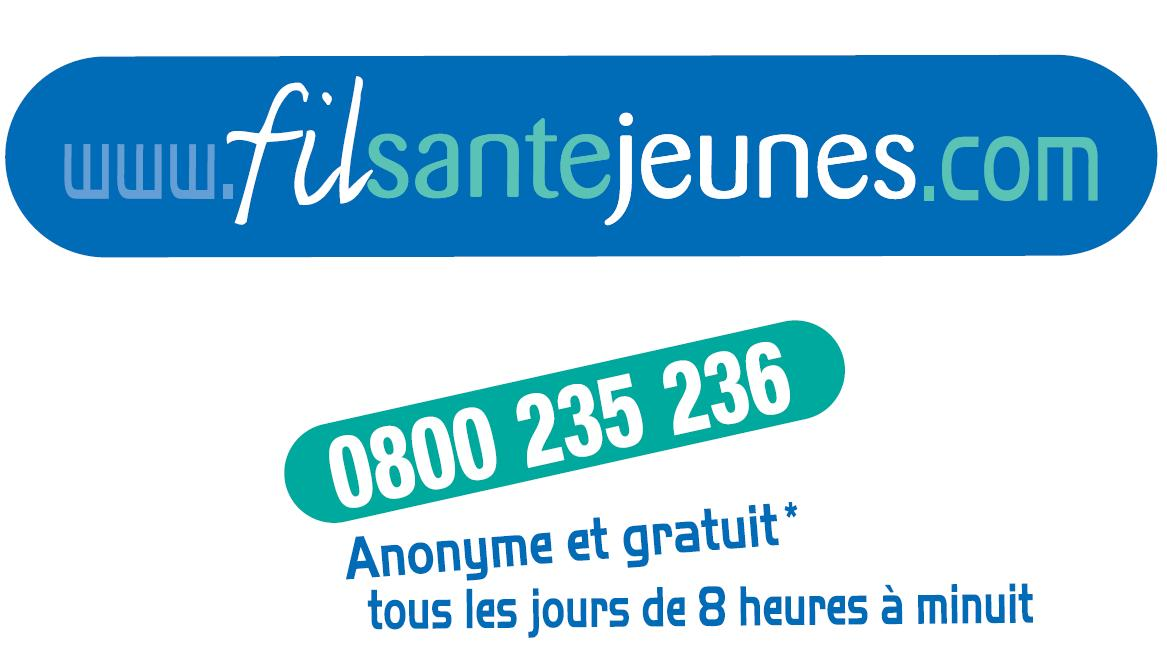
Logotype 2013

## Activités

### Activité de prévention et d’aide à distance en santé (PADS)
Le Fil santé jeunes se caractérise par son activité de téléphonie sociale et son activité sur le Web.

#### Activité de téléphonie sociale
Le Fil santé jeunes est une ligne téléphonique, accessible sept jours sur sept, de 9 heures à 23 heures.
Cette activité de téléphonie sociale est gratuite. L’écoute est anonyme et confidentielle.
À travers cette activité il réalise de la prévention en répondant aux questions des jeunes relatives à leur santé (puberté, sexualité, contraception, rapport aux autres, mal être…), et en les orientant vers des professionnels ou des acteurs associatifs et institutionnels de proximité capables de répondre à leurs besoins.

#### Son activité Web

##### Le site Internet
Le site Internet du Fil santé jeunes met à disposition de l’information, de la documentation et des outils destinés aux jeunes, aux parents et aux professionnels.
Les jeunes peuvent également poser des questions par courriel (« la Boîte à questions »), contribuer au forum ou participer aux chats.
- La documentation : le FSJ met en ligne des articles, des brèves ou des dossiers sur diverses thématiques de santé qui sont publiés par des rédacteurs, également écoutants sur la ligne du Fil santé jeunes[13].

- Les outils : le FSJ propose des enquêtes[14], et des quiz[15].

- La Boîte à questions : le FSJ répond aux questions posées par courriel. Les questions sont confidentielles et les réponses apportées par des médecins, juristes ou  psychologues sont individualisées[16].

- Le forum est un espace où les jeunes peuvent échanger entre pairs sur diverses thématiques comme « Le mal être », « Amour et sexualité », « Contraception et grossesse », « Mon corps », « Moi et les autres », « Drogues et addictions », « Vivre avec la maladie », « Vivre avec un handicap ». Pour échanger, les internautes doivent au préalable consentir de respecter la charte qui définit les règles concernant les messages échangés (pas de communication de données personnelles, pas d’apologie de la drogue, de l'alcool...). Les messages sont d’abord validés par les modérateurs du Fil santé jeunes avant d’être publiés sur le forum[17].

- Les chats : le FSJ anime des chats individuels et collectifs. Les chats individuels existent depuis janvier 2015. Dès la connexion au site du Fil santé jeunes, un onglet « Chat » apparaît en bas de l’écran et offre la possibilité aux internautes de poser des questions anonymement. Depuis la communauté virtuelle Habbo, le Fil santé jeunes réalise des chats collectifs anonymes et gratuits. Ces chats ont lieu deux fois par semaine sur un thème prédéfini. Les chatteurs sont au nombre de dix et échangent avec un professionnel du Fil santé jeunes[18].

##### La page Facebook
Le Fil santé jeunes communique également par sa page Facebook qui comptabilise 5 897 abonnés (au 31 janvier 2019).
Le Fil santé jeunes utilise sa page Facebook pour relayer ses campagnes de prévention et de promotion de la santé. Il publie des « dossiers du mois ». Par exemple, en 2018, les dossiers du Fil santé jeunes ont traité des problèmes sexuels, des poils, des relations amoureuses.
Il relaye également via sa page Facebook les « sujets de la semaine » (le trac, la triche, la musculation, le clitoris, l’acné…), l’actualité du jour (la journée sans portable, l’hypersensibilité, l’orthorexie…) , des enquêtes (« Mon smartphone et moi », « Tes idées sur les addictions » …) , des quiz (IST, le respect et le consentement ..) . 

##### Le compte Twitter
Le Fil santé jeunes dispose d’un compte Twitter depuis janvier 2010.
Ce compte permet de faire de la promotion auprès des jeunes et des professionnels.

### Activités d’«observatoire» du Fil santé jeunes
Lors de son activité d’écoute, le Fil santé se saisit des difficultés majeures des jeunes ainsi que des problèmes émergents afin d’en rendre compte à l’INPES. Celle-ci utilise ces données pour élaborer ses programmes de prévention ciblés auxquelles les équipes du Fil santé jeunes peuvent être associées.
Le Fil santé jeunes met également en place des enquêtes sur les problèmes émergents rencontrés par les jeunes ; les résultats de ces études font l’objet d’échanges lors du colloque annuel organisé par le Fil santé jeunes.

## Le label qualité «Aide en santé»
Le Fil Santé Jeunes est titulaire du label « Aide en santé » depuis décembre 2014. Ce label est attribué par l’INPES aux dispositifs réalisant de la prévention par téléphone et internet. Dans le cadre de ce label, le Fil Santé Jeunes doit respecter : la charte éthique du label, la transparence de ses missions, la fiabilité des informations données, fournir une aide de qualité, l’accessibilité du service, évaluation et amélioration de la qualité des services rendus, la mise en place d’une organisation pour traiter les demandes.

## Financement
Le Fil santé jeunes est financé par Santé Publique France et par la Direction générale de la Cohésion sociale (DGCS).
Le Fil santé jeunes perçoit des financements de la Caisse d'allocations familiales (CAF), du ministère de l’Éducation nationale, des ARS et des communes.

## Personnels
L’équipe du Fil santé jeunes est composée de médecins, de psychologues, de professionnels des sciences de l'éducation, de conseillères conjugales et familiales ainsi que de professionnels du net[Quoi ?].

## Profil des usagers
- Les usagers ont en moyenne 20,1 ans,
- 92,7 % des usagers ont entre 12 et 25 ans,
- 68,6 % des appels proviennent de province,
- Les parents ou professionnels représentent 7,3 % des appels du Fil santé jeunes.

Sur le chat (données de 2015) :
- Les usagers ont en moyenne 18 ans,
- 98 % des usagers ont entre 12 et 25 ans,
- 77,2 % des chatteurs sont des filles.

## Partenaires
Pour orienter les jeunes en difficulté, le Fil santé jeunes s’appuie sur un important réseau de professionnels. Il travaille en partenariat avec plus de vingt mille structures de proximité. Ces structures sont répertoriées dans une base de données que le Fil santé jeunes actualise régulièrement.
Les partenaires institutionnels du Fil santé jeunes sont :
- Les Maisons des adolescents et leur association nationale, l'ANMDA,
- Le CIDJ (Centre d'information et de documentation jeunesse ),
- l'EmeVia (représentant les mutuelles étudiantes),
- La FAGE (Fédération des associations générales étudiantes),
- La Fédération des espaces santé jeunes (FESJ),
- La Mutuelle des étudiants (LMDE),
- Le SEPIA (Suicide écoute prévention intervention auprès des adolescents)[25].

## Indicateurs d’activité
- 87 488 appels ou chats individualisés (2015).
- 4 580 739 visites sur le site Internet du Fil Santé Jeunes avec 3 453 394 visiteurs uniques (2015).
- 20 819 085 pages ont été consultées sur le site (2015).
- 3 312 mails traités (2014)[5].

### Thèmes connexes
- Santé, santé publique
- Adolescence, crise d’adolescence
- Jeunesse
- Comportement ordalique